# 盧茂 (天順進士)
盧茂（1433年—1492年），字元實，四川瀘州人，民籍，治《書經》。

## 生平
十二月二十七日生，行一，由國子生中式四川鄉試第四十八名舉人，會試中式第一百二十五名。年二十五歲中式天順元年丁丑科第三甲第十三名進士。

## 家族
曾祖盧忠；祖盧子良；父盧瑄；母楊氏。重慶下，妻陳氏，弟盛；秀。